# 植田哲也
植田 哲也（うえだ てつや、1971年 - ）は、日本の実業家。株式会社 大手広告通信社、株式会社横浜ビー・コルセアーズ取締役。山口県出身

## 経歴
学生時代は野球部に所属していた。競技としてのバスケットボールは未経験である。
クレジットカード会社、広告会社の勤務を経て、2013年7月より横浜ビー・コルセアーズ球団代表に就任、2019年7月に横浜ビー・コルセアーズ代表取締役に就任。2021年9月に退任した。

## スポーツビジネス・プロバスケットボールチームの経営に対する考え方
- 横浜ビー・コルセアーズがいたから楽しくなれた、元気になれたというのが、目指しているところです。まだまだですが、これから「横浜ビー・コルセアーズが僕らの街のチームだ」と言われるようになりたい[2]。